# Тайдун (уезд)
Тайдун (кит. трад. 臺東, пиньинь Táidōng, хокло Tâi-tang) — один из уездов Китайской Республики. Административный центр — город Тайдун.
Кроме территории на острове Тайвань уезду принадлежат также небольшие острова Люй и Лань.

## История
Из-за горного рельефа и неудобного побережья эти земли не колонизировались китайцами вплоть до XIX века. В 1874 году рыбаки с потерпевшего в этих местах крушение рюкюского судна были убиты аборигенами, что послужило основанием для японского тайваньского похода. После этого события на восточном побережье острова был образован Бэйнаньский комиссариат (卑南廳), подчинённый Тайваньской управе (臺灣府).
После создания в 1886 году провинции Тайвань Бэйнаньский комиссариат был преобразован в Тайдунскую непосредственно управляемую область (臺東直隸州, территория современных уездов Тайдун и Хуалянь).
В 1895 году Тайвань был передан Японии, и японцы установили свою систему административно-территориального деления. Бывшая Тайдунская непосредственно управляемая область была понижена в статусе, и стала подразделением префектуры Тайнан (臺南縣). В 1897 году из уезда Тайнан был выделен отдельный уезд Тайто (臺東廳). В 1909 году из уезда Тайто был выделен уезд Карэнко (花蓮港廳).
В 1920 году на Тайвань была распространена структура административного деления собственно японских островов, и были введены префектуры-сю (州) и уезды-гун (郡), однако Тайто так и остался уездом-тё, в уезд-гун он был преобразован лишь в 1937 году.
После капитуляции Японии в 1945 году Тайвань был возвращён под юрисдикцию Китая, и японский уезд Тайто (臺東郡) стал китайским уездом Тайдун. В годы белого террора остров Люй был местом содержания политических заключённых.

## Административное деление
В состав уезда Тайдун входят один город уездного подчинения, 2 городских волости и 13 сельских волостей.
- Город уездного подчинения
  - Тайдун
- Городские волости
  - Чэнгун (成功鎮)
  - Гуаньшань (關山鎮)
- Сельские волости
  - Бэйнань (卑南鄉)
  - Чанбин (長濱鄉)
  - Чишан (池上鄉)
  - Дажэнь (達仁鄉)
  - Дау (大武鄉)
  - Дунхэ (東河鄉)
  - Хайдуань (海端鄉)
  - Цзиньфэн (金峰鄉)
  - Луе (鹿野鄉)
  - Люйдао (綠島鄉)
  - Ланьюй (蘭嶼鄉)
  - Таймали (太麻里鄉)
  - Яньпин (延平鄉)